# Solang noch Untern Linden
Solang noch Untern Linden ist ein Musikfilm von Willi Kollo, der die Lebensgeschichte von dessen Vater, dem populären Berliner Operettenkomponisten Walter Kollo erzählt. Der Film hatte seine Premiere am 25. Juli 1958 im Ufa-Pavillon. Zum 125. Geburtstag von Walter Kollo erschien der Film 2003 auf DVD. Zum 80. Todesjahr von Walter Kollo ist der Film im Jahr 2019 in digitalisierter Form für Kinematograph, Fernsehen und DVD neu erschienen.

## Handlung
Walter Kollo studiert zunächst Musik in Sondershausen und Königsberg und lebt ab 1906 in Berlin, wo er Chansons und Couplets komponiert. Er bekommt schließlich eine Anstellung als Kapellmeister und Hauskomponist am „Berliner Theater“, das er von 1910 bis 1918 leitet. Im Jahr 1913 wird seine Operette Wie einst im Mai zum überwältigenden Erfolg. In seiner finanziellen Stellung gestärkt, heiratet Kollo Marie Preuß, die mit dem Künstlernamen Mizzi Josetti als Tanzsoubrette auftritt. Seine Tanzlieder werden zu populären Schlagern. Sein Sohn, der spätere Komponist und Autor Willi Kollo, schreibt viele Libretti und Gesangstexte.

## Kritik
Das Lexikon des internationalen Films urteilte, der Film wäre „abgesehen von den musikalischen Qualitäten […] als Familienproduktion von Kollos Sohn und Enkeln mehr schlecht als recht zusammengebastelt“ worden.
Die zeitgenössische Kritik des Spiegel kritisierte, für die Spielszenen wurde „nicht nur der Atelierraum allzu knapp bemessen, sondern auch die Biographie Walter Kollos allzu pietätvoll beschnitten“. Gelobt wurde hingegen, dass „fast jeder, der in diesem Film nicht Kollo heißt, Talent und Witz“ zeige.
Die Kritik der MusikWoche meinte, Willi Kollo fange „die Berliner Atmosphäre von Anfang des Jahrhunderts bis zur Nazizeit ein“. In den „mit viel Liebe zum Detail gedrehte[n] Film“ seien „zahlreiche Evergreens […] kunstvoll“ eingeflochten.